# دوک‌نشین

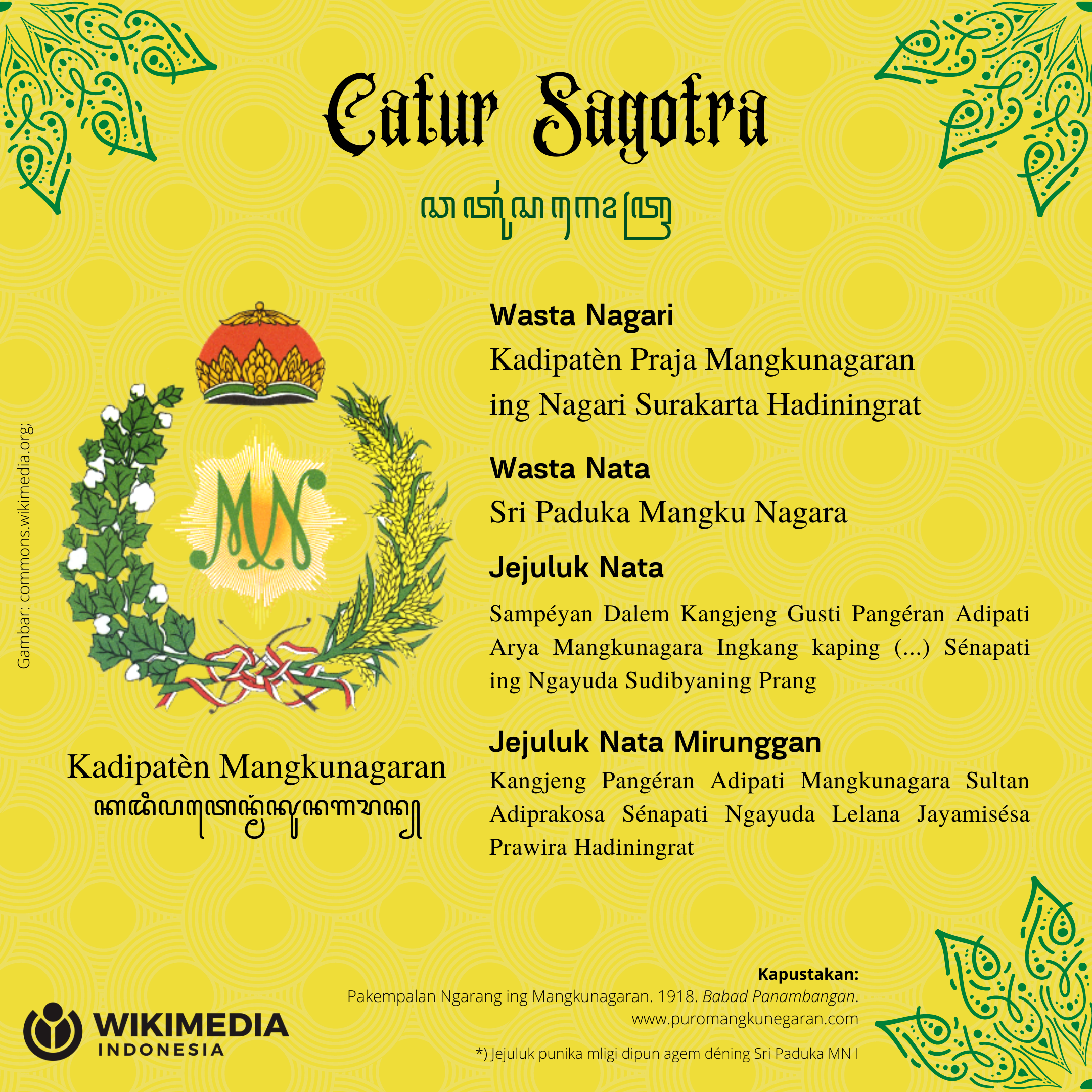
نشان سلطنتی و تنفیذ نامه

دوک‌نشین (انگلیسی: duchy یا dukedom, آلمانی: Herzogtum) یک کشور، قلمرو، تیول یا حوزه‌ای قرون وسطایی است که توسط دوک یا دوشس، حاکمی که از نظر سلسله مراتبی پس از پادشاه یا ملکه است، اداره می‌شود. این اصطلاح منحصراً در اروپای غربی به کار می‌رود.
زمانی تفاوت مهمی بین «دوک‌های مستقل» و دوک‌هایی که اشراف‌زاده‌های معمولی در سراسر اروپا بودند وجود داشت. برخی از دوک‌نشین‌های تاریخی در مناطقی که تنها در دوران مدرن به بخشی از دولت-ملت تبدیل می‌شدند، مانند آلمان (که زمانی یک امپراتوری فدرال بود) و ایتالیا (قبلاً یک پادشاهی متحد) حاکم بودند. در مقابل، سایرین مناطق تابع آن پادشاهی بودند که در دوران قرون وسطی به‌طور جزئی یا کامل متحد شده بودند، مانند پادشاهی‌های فرانسه، اسپانیا، سیسیل، ناپل و ایالات پاپی.

## مثال
در فرانسه، چندین دوک‌نشین در دوره قرون وسطی وجود داشت، از جمله نورماندی، بورگوندی، بریتانی و آکیتن.
در آلمان قرون وسطایی دوک‌های ساقه (آلمانی: Stammesherzogtum، به معنای واقعی کلمه "دوک‌نشین قبیله‌ای"، عنوان رسمی حاکم آن "هرتسوگ آلمانی: Herzog" یا "دوک") که با امپراتوری فرانک مرتبط بودند و با مناطق استقرار قبیله‌های اصلی ژرمن مطابقت داشتند. آنها هسته‌های دولت‌های اصلی فئودالی را تشکیل دادند که دوران اولیه امپراتوری مقدس روم ملت آلمان را تشکیل می‌دادند (۹۶۱–۱۸۰۶؛ به آلمانی: "Heiliges Römisches Reich Deutscher Nation"). اینها «شوابن» (سوابیا، عمدتاً ایالت کنونی آلمان بادن-وورتمبرگ)، «بایرن» (باواریا) و «زاکسن» (زاکسن) در دوران پیش از امپراتوری کارولنژی بودند، که «فرانکن» (فرانکونی، در حال حاضر بخش شمالی ایالت بایرن آلمان) و «لوترینگن» (لورن که امروزه بیشتر بخشی از فرانسه است) در دوران پس از کارولنژی اضافه شدند. همان‌طور که در بالا ذکر شد، چنین دوکی "هرتسوگ" (به معنای واقعی کلمه "کسی که [سربازان] را رهبری می‌کند") نامیده می‌شد.
در انگلستان قرون وسطی، دوک‌نشین‌های مرتبط با قلمروهای لانکاشر و کورن‌وال، با قدرت‌ها و املاک خاصی که به دوک‌هایشان تعلق می‌گرفت، ایجاد شدند. دوک‌نشین لنکستر در سال ۱۳۵۱ ایجاد شد، اما زمانی که در سال ۱۳۹۹، هنری بولینگبروک، دوک لنکستر، به عنوان هنری چهارم بر تخت سلطنت انگلستان نشست، با تاج ادغام شد. امروزه، دوک‌نشین لنکستر همیشه به حاکمیت تعلق دارد و درآمد آن درآمد خصوصی حاکم بریتانیا است. کورنوال در سال ۱۳۳۷ ایجاد شد و به‌طور متوالی توسط دوک‌های کورنوال، که وارثان تاج و تخت نیز بودند، اداره می‌شد. امروزه، دوک نشین کورنوال، اگر وجود داشته باشد، به وارث بلافصل حاکم تعلق دارد: در غیاب وارث بلافصل به پادشاهی بازمی‌گردد و به محض تولد به‌طور خودکار به وارث بلافصل اعطا می‌شود. این دوک‌نشین‌ها امروزه اکثراً هر گونه نقش سیاسی غیر تشریفاتی را از دست داده‌اند، اما منبع درآمد خصوصی دارندگان خود محسوب می‌شوند. در طول جنگ رزها، دوک یورک تنها با ادعای عدم آسیب و اینکه حق او بود که «دوک‌نشین یورک» را تصاحب کند، با موفقیت وارد شهر یورک شد. هر و همه دوک‌نشین‌های فئودالی که تکه‌تکه انگلستان را تشکیل می‌دادند، از آن زمان در خانواده سلطنتی جذب شده‌اند. به غیر از کورنوال و لنکستر، دوک‌نشین‌های سلطنتی بریتانیا فقط عنوان هستند و شامل مالکیت زمین نمی‌شوند. دوک‌نشین‌های غیر سلطنتی با مالکیت دوک‌ها مرتبط هستند، اما این به عنوان مالکیت خصوصی دوک، بدون هیچ امتیاز فئودالی دیگری ضمیمه شده‌است. در حال حاضر، همه دوک‌نشین‌های مستقل (یعنی حاکمیت) از بین رفته‌اند.

## دوک‌نشین‌های اروپا
- دوک‌نشین بزرگ مسکو
- دوک‌نشین بزرگ لیتوانی
- دوک‌نشین بزرگ بادن
- دوک‌نشین آپولیا
- دوک‌نشین آنهالت
- دوک‌نشین براونشوایگ
- دوک‌نشین پارما
- دوک‌نشین پروس
- دوک‌نشین بایرن
- دوک‌نشین ساکسونی
- دوک‌نشین فرانکن
- دوک‌نشین شوابن
- دوک‌نشین اتریش
- دوک‌نشین بوهم
- دوک‌نشین مرانیا
- دوک‌نشین ساوی
- دوک‌نشین لورن
- دوک‌نشین لونبورگ
- دوک‌نشین مانتوا
- دوک‌نشین میلان
- دوک‌نشین نورماندی
- دوک‌نشین آکیتن
- دوک‌نشین گاسکونی
- دوک‌نشین بریتانی
- دوک‌نشین بورگوندی
- دوک‌نشین ورشو
- دوک‌نشین وورتمبرگ
- دوک‌نشین لوکزامبورگ